# Paul Călinescu
Paul Călinescu (Galați, 23 agosto 1902 – Bucarest, 25 marzo 2000) è stato un regista e sceneggiatore rumeno.
Alla prima edizione del Festival di Cannes ha presentato il film Floarea reginei (1946).

## Filmografia
- România (1934)
- Colturi din România (1936)
- Bucuresti (1936)
- Țara Moților (1938)
- Uzinele Malaxa (1940)
- Floarea reginei (1946)
- Agnita Botorca (1947)
- Rasuna valea (1949)
- Toamna în delta (1951)
- La un punct de agitatie (1952)
- Come si svolsero le cose (Desfasurarea) (1954)
- Pe raspunderea mea (1956)
- Porto franco (Porto-Franco) (1961)
- Il valzer del Titanic (Titanic vals) (1964)